# Carlos Alberto Cabral
Carlos Alberto Cabral (Porto, 1895/1896 – 1968), que usou o título de 2.º Conde de Vizela, foi um empresário industrial português.

## Família
Filho de Diogo José Cabral, 1.º Conde de Vizela, e de sua primeira mulher Raquel dos Reis, filha do 1.º Visconde de São Salvador de Matosinhos e 1.º Conde de São Salvador de Matosinhos.

## Biografia
Sucedeu a seu pai na Administração da Fábrica de Negrelos, localizada em Santo Tirso e mantida desde sempre na posse da Família Cabral. Foi também Administrador da Sociedade de Fiação e Tecelagem do Rio Vizela.
Vendeu a Casa de Serralves a Delfim Ferreira em 1957 para evitar que a propriedade fosse desbaratada pelos seus herdeiros.
Usou o título de 2.º Conde de Vizela por Autorização de D. Manuel II de Portugal no exílio de data desconhecida.

## Casamento
Casou com Blanche Daubin … (?–1970), sem geração.
Ainda solteiro, teve geração com Joaquina Pinheiro da Silva, em Santo Tirso.